# 1078
سنة 1078 كانت سنة بسيطة تبدأ يوم الإثنين (الرابط يظهر نموذج التقويم الكامل للسنة) من التقويم اليولياني.

## وفيات
- عبد القاهر الجرجاني.
- إزياسلاف الأول.
- المؤيد في الدين الشيرازي.
- آناوراهتا.
- روبرت الأول دوق بورغندي.
- ريتشارد الأول من كابوا.